# Antillotyphlops hypomethes
Antillotyphlops hypomethes är en ormart som beskrevs av HEDGES och THOMAS 1991. Antillotyphlops hypomethes ingår i släktet Antillotyphlops och familjen maskormar. Inga underarter finns listade i Catalogue of Life.
Denna orm förekommer endemisk i Puerto Rico nära havet. Den når upp till 400 meter över havet. Arten lever i skogar och den besöker trädgårdar. Antillotyphlops hypomethes gräver i lövskiktet och i det översta jordlagret. Honor lägger ägg.
För beståndet är inga hot kända. Hela populationen anses vara stabil. IUCN kategoriserar arten globalt som livskraftig.